# Pesquera de Duero
Pesquera de Duero est une commune de la province de Valladolid dans la communauté autonome de Castille-et-León en Espagne.

## Économie
La localité est vinicole et fait partie de l'AOC Ribera del Duero.

## Sites et patrimoine
Les édifices ou sites les plus caractéristiques de la commune sont :
- Église San Juan Bautista
- Chapelle Nuestra Señora de Rubialejos
- Chapelle del Cristo del Humilladero
- Plaza mayor

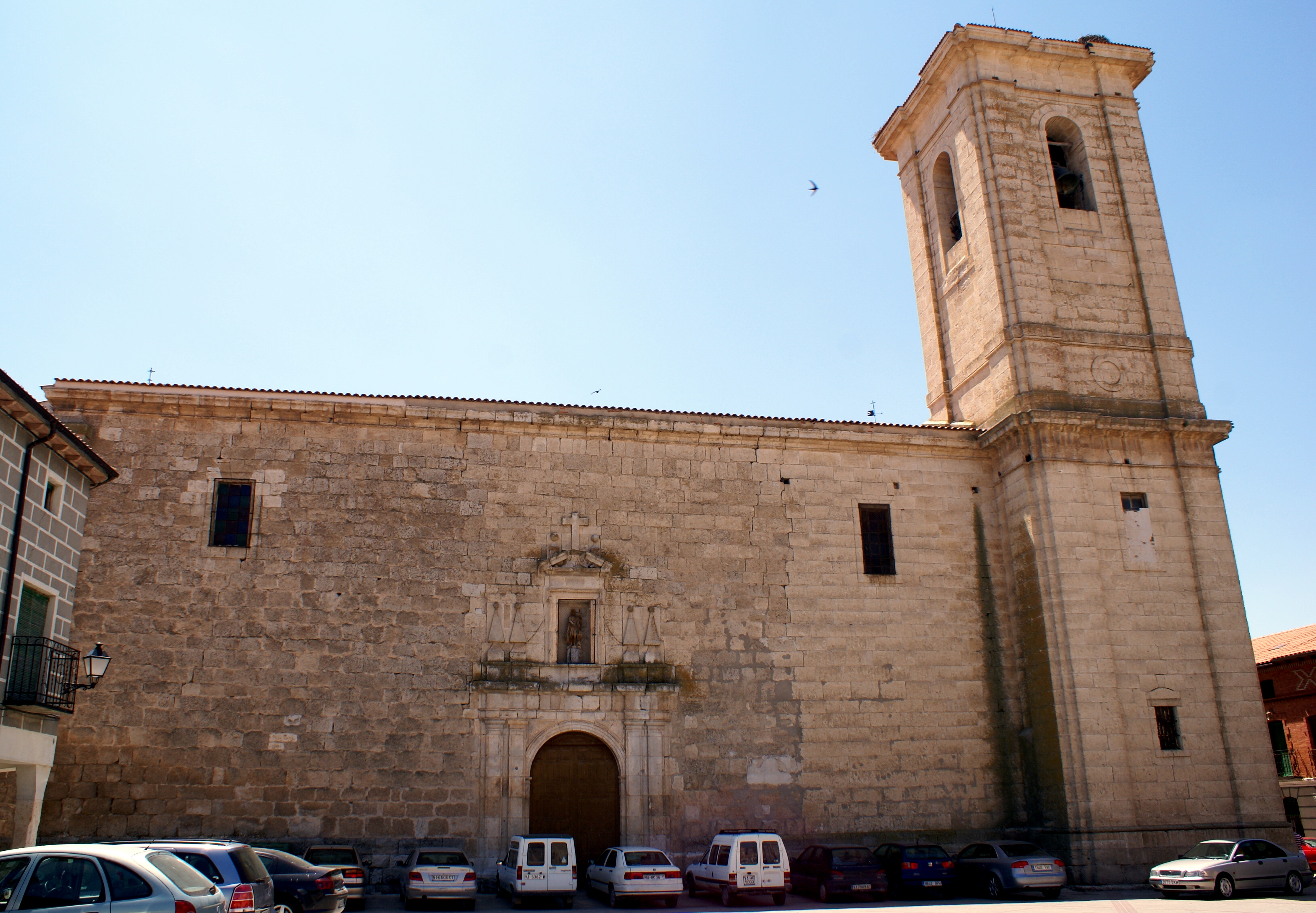
Église San Juan Bautista.
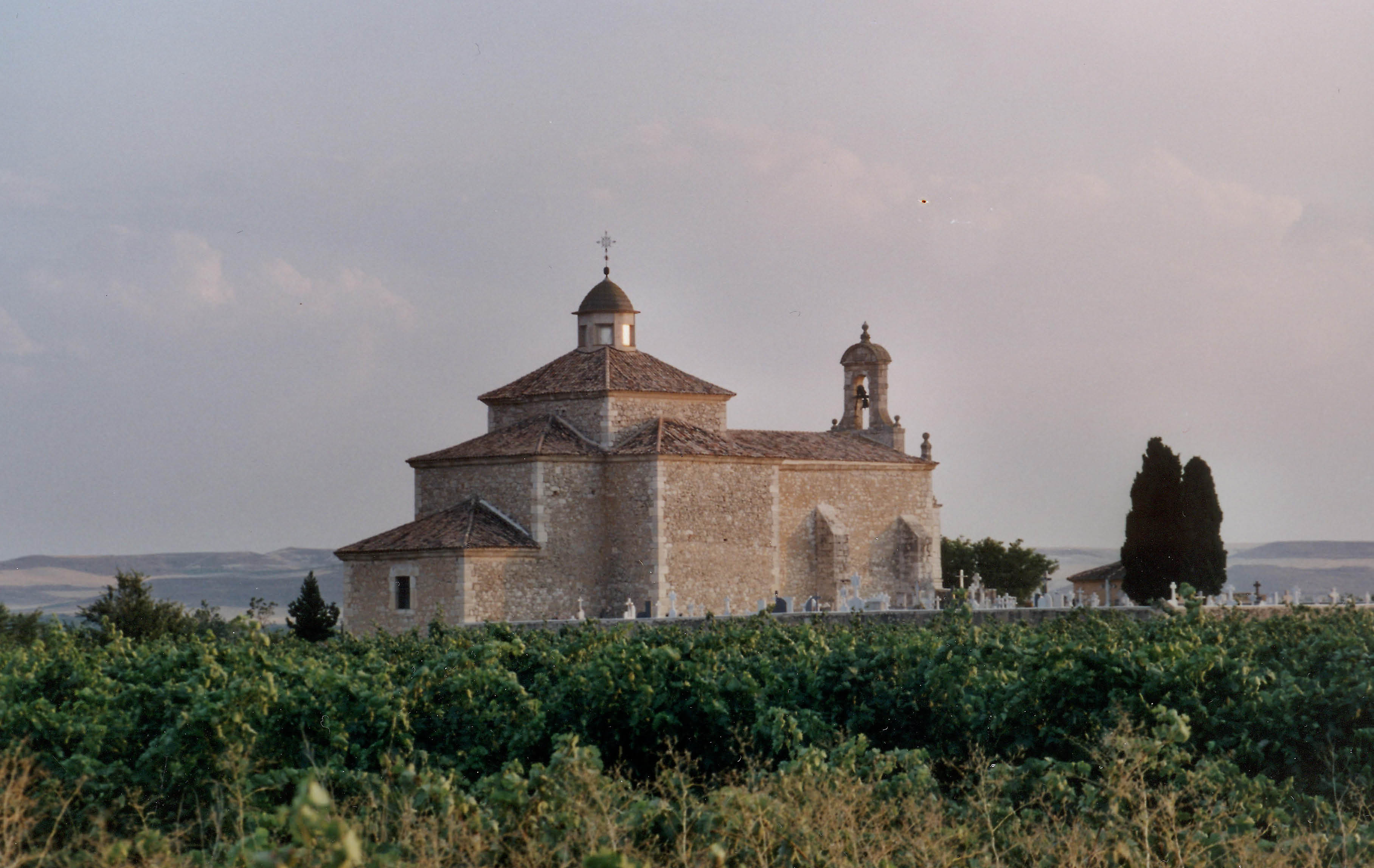
Chapelle Nuestra Señora de Rubialejos.
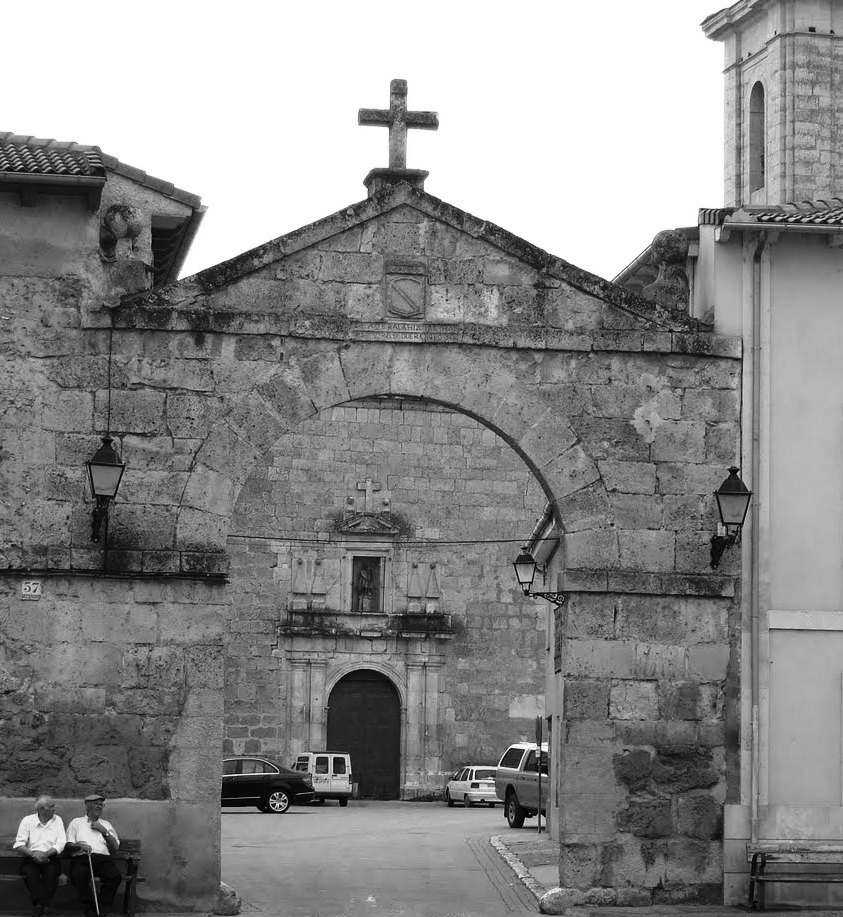
Arche d'entrée vers la Plaza del pueblo

### sconnexes
- Liste des communes de la province de Valladolid
- Ribera del Duero (DO)